# Amplirhagada imitata
Amplirhagada imitata är en snäckart som först beskrevs av Smith 1894.  Amplirhagada imitata ingår i släktet Amplirhagada och familjen Camaenidae. Inga underarter finns listade i Catalogue of Life.